# Vanlée
La Vanlée est un fleuve côtier français de Normandie, dans le département de la Manche.

## Géographie

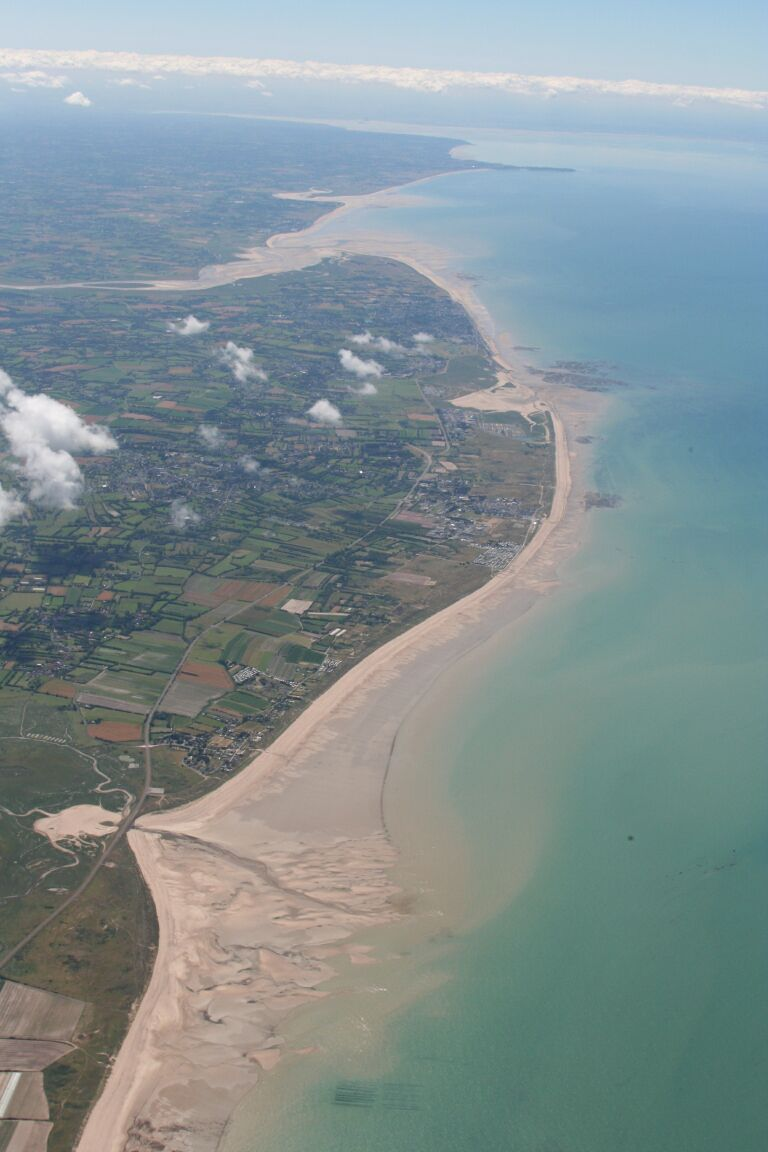
Vue aérienne de la Côte des Havres avec en arrière-plan celui de la Vanlée qui sert d'estuaire au fleuve. Son chenal méandriforme franchit un cordon dunaire littoral entre deux flèches sableuses (celle de Bricqueville au sud et Lingreville au nord).

La Vanlée prend sa source sur le territoire d'Hudimesnil et prend la direction du nord-ouest. Elle se jette dans la Manche en formant le havre de la Vanlée, entre les communes de Bricqueville-sur-Mer et Lingreville, après un parcours de 16,2 km, au sud du Coutançais.

## Bassin et affluents
Le bassin de la Vanlée avoisine ceux de la Sienne (par son affluent, le ruisseau de la Chaussée) à l'est, du Boscq au sud, et de fleuves côtiers plus modestes dont le canal de Passevin au nord. Son embouchure, appelée le havre de la Vanlée, est au nord-ouest de son bassin, et se situe à l'extrémité sud de la Côte des Havres. Ce havre, classé patrimoine naturel » le 26 décembre 1988 et espace Natura 2000 depuis 2004, s'étend sur 400 ha, dont 280 sont des prés-salés parsemés de chenaux divagants, de mares de chasse (dites « mares de gabions »), de bergeries et de nombreux chemins de moutons.

Une partie des sédiments sont entraînés à travers la passe du havre par le courant qui construit un éventail de sédiments sableux préestuarien, aussi appelé delta de marée.

## Communes traversées
Communes traversées ou bordées par le fleuve depuis la source vers la mer :
- Hudimesnil
- Chanteloup (séparation avec Coudeville-sur-Mer)
- Coudeville-sur-Mer (séparation avec Chanteloup)
- Bréhal
- Bricqueville-sur-Mer
- Lingreville

## Route submersible
Depuis 1972, sous la pression des éleveurs de moutons de prés-salés opposés au projet de poldérisation du havre pour favoriser le maraîchage, une route submersible, la D 375, permet de traverser la Vanlée, sauf par grande marée. Plus au sud, la D 592 (au niveau des tanguières, gisement utilisé comme amendement calcaire) et la D 597 empruntent une ancienne digue insubmersible sur portes à flots qui permettent à l'eau de mer de pénétrer dans le havre.